# 0432

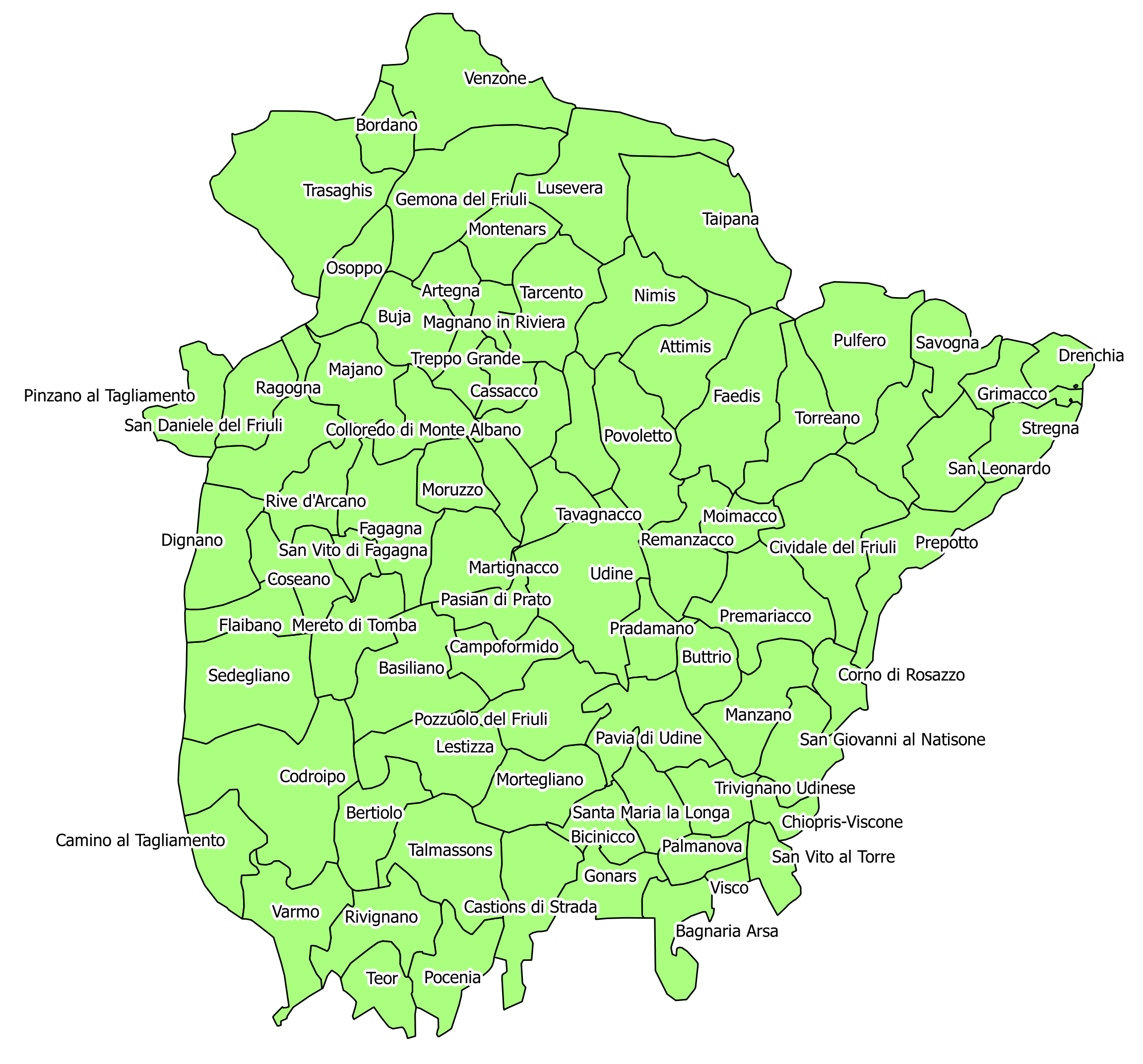
Distretto telefonico di Udine

0432 è il prefisso telefonico del distretto di Udine, appartenente al compartimento di Venezia.
Il distretto comprende la parte centrale della provincia di Udine (ad eccezione del Comune di Forgària nel Friuli, appartenente al distretto di Spilimbergo) ed il comune di Pinzano al Tagliamento (PN). Confina con la Slovenia a est e con i distretti di Gorizia (0481) a sud-est, di Cervignano del Friuli (0431) a sud, di Pordenone (0434) e di Spilimbergo (0427) a ovest e di Tolmezzo (0433) a nord.

## Aree locali e comuni
Il distretto di Udine comprende 81 comuni compresi nelle 5 aree locali di Cividale del Friuli, Codroipo (ex settori di Codroipo, Mortegliano e Rivignano), Gemona del Friuli (ex settori di Buja, Gemona del Friuli, San Daniele del Friuli e Tarcento), Palmanova (ex settori di Manzano e Palmanova) e Udine. I comuni compresi nel distretto sono: Artegna, Attimis, Bagnaria Arsa, Basiliano, Bertiolo, Bicinicco, Bordano, Buja, Buttrio, Camino al Tagliamento, Campoformido, Cassacco, Castions di Strada, Chiopris-Viscone, Cividale del Friuli, Codroipo, Colloredo di Monte Albano, Corno di Rosazzo, Coseano, Dignano, Drenchia, Faedis, Fagagna, Flaibano, Gemona del Friuli, Gonars, Grimacco, Lestizza, Lusevera, Magnano in Riviera, Majano, Manzano, Martignacco, Mereto di Tomba, Moimacco, Montenars, Mortegliano, Moruzzo, Nimis, Osoppo, Pagnacco, Palmanova, Pasian di Prato, Pavia di Udine, Pinzano al Tagliamento (PN), Pocenia, Povoletto, Pozzuolo del Friuli, Pradamano, Premariacco, Prepotto, Pulfero, Ragogna, Reana del Rojale, Remanzacco, Rive d'Arcano, Rivignano Teor, San Daniele del Friuli, San Giovanni al Natisone, San Leonardo, San Pietro al Natisone, San Vito al Torre, San Vito di Fagagna, Santa Maria la Longa, Savogna, Sedegliano, Stregna, Taipana, Talmassons, Tarcento, Tavagnacco, Torreano, Trasaghis, Treppo Grande, Tricesimo, Trivignano Udinese, Udine, Varmo, Venzone e Visco .